# Manfred Lahnstein

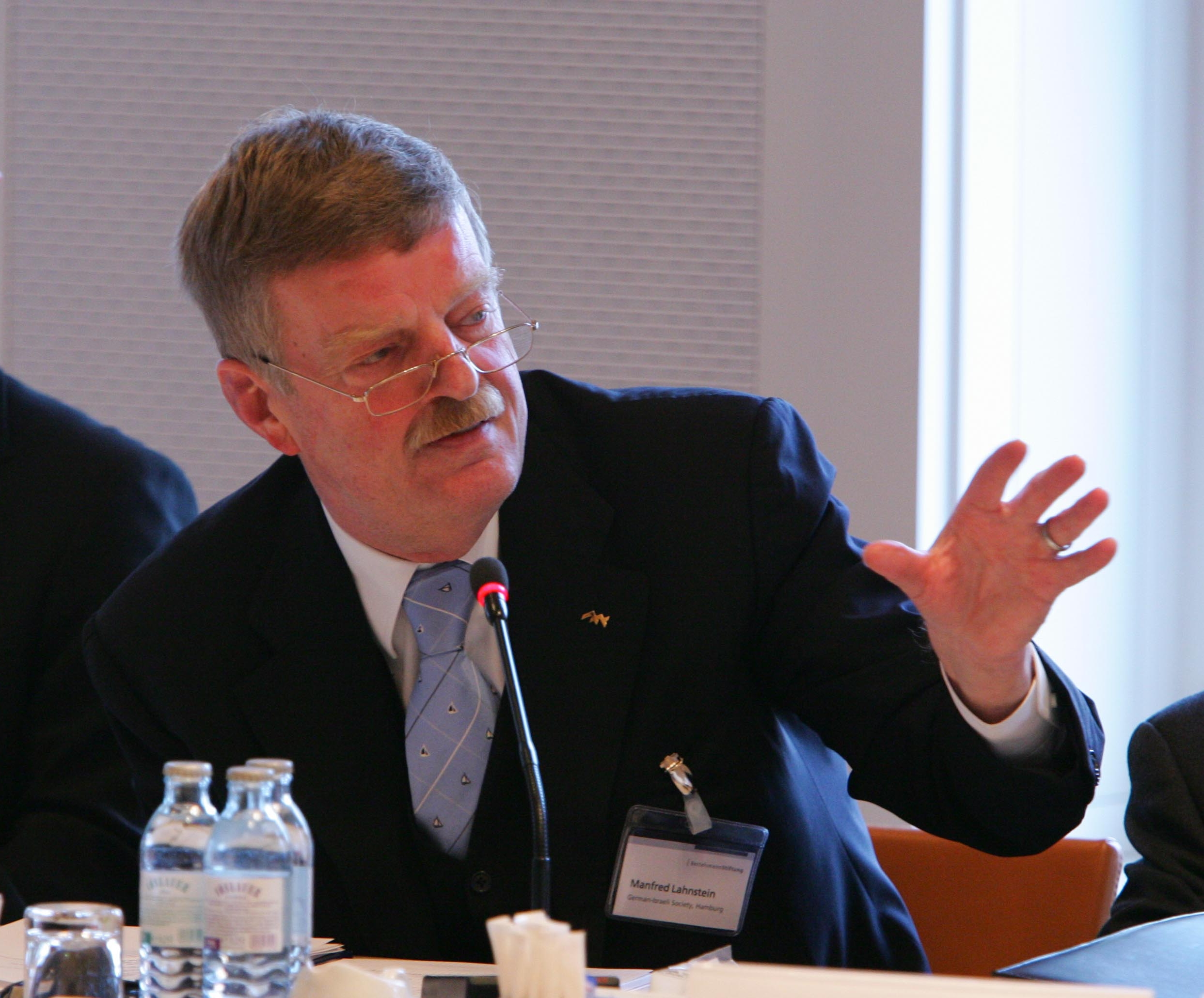
Manfred Lahnstein (2005)

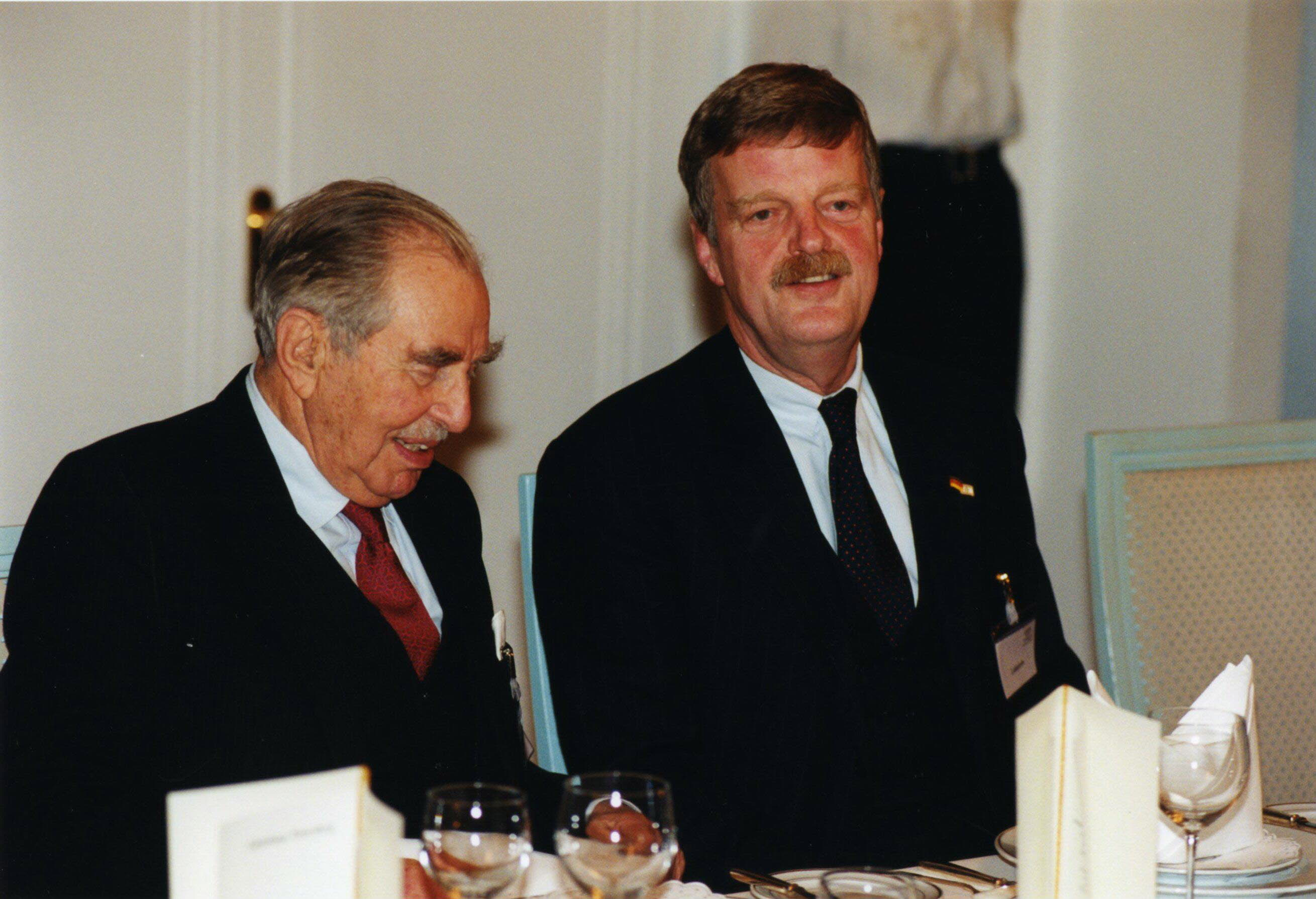
Lahnstein mit Chaim Herzog (links) im Jahr 1997

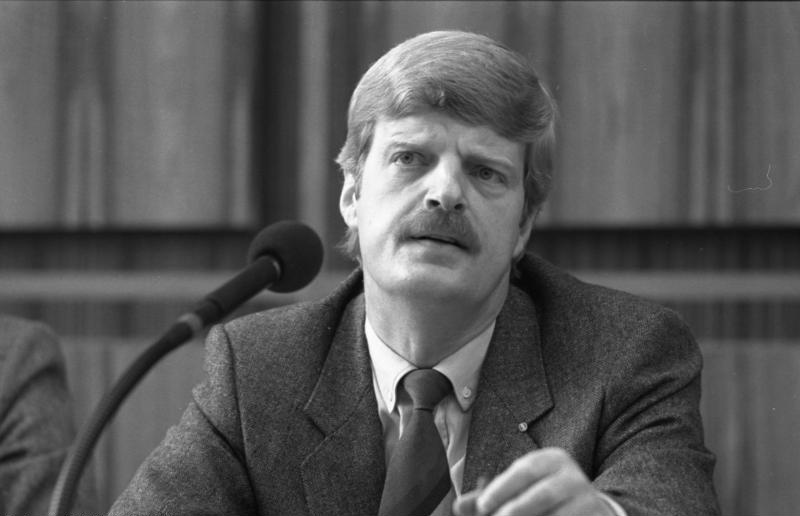
Manfred Lahnstein auf einer Pressekonferenz (1983)

Manfred Paul Lahnstein (* 20. Dezember 1937 in Erkrath) ist ein deutscher Manager, Unternehmensberater und ehemaliger Politiker (SPD). Er war 1982 Bundesminister der Finanzen und Bundesminister für Wirtschaft und von 1983 bis 2004 für die Bertelsmann AG tätig.

## Leben und Werdegang
Manfred Lahnstein wurde als Sohn des Landarztes Walter Lahnstein und dessen Frau Hertha in Erkrath geboren, wo er mit drei Geschwistern in einer Werkswohnung der Weberei de Weerth aufwuchs. Sein Vater starb, als er acht Jahre alt war. Nach dem Besuch der Volksschule in Erkrath und dem absolvierten Abitur 1957 am neusprachlichen Gymnasium in Düsseldorf-Gerresheim begann Lahnstein ein Studium der Wirtschafts- und Sozialwissenschaften an der Universität zu Köln, welches er 1961 als Diplom-Volkswirt beendete.
Lahnstein ist seit 1959 Mitglied der SPD. Seine Karriere begann 1961. Bis 1964 war er als Jugendbildungsreferent Arbeit und Lernen beim DGB-Landesbezirk Nordrhein-Westfalen. 1964 wurde er stellvertretender Bürgermeister von Erkrath. Parallel war er ab 1961 Sekretär beim Europäischen Gewerkschaftsbund, zunächst in Düsseldorf und ab 1965 in Brüssel als deutscher Vertreter des DGB im Zuständigkeitsbereich Wirtschaft.
Anfang der 1960er Jahre war er Posaunist der Düsseldorfer Feetwarmers, deren Saxofonist Klaus Doldinger es später zu internationalem Ruhm brachte.
1967 wurde Lahnstein Mitglied des Stabs von Wilhelm Haferkamp, dem Kommissar für Energie bei der EG. Von 1971 bis 1973 stand er Haferkamp, mittlerweile Vizepräsident der Europäischen Kommission, als Kabinettschef zur Seite.
Als Abteilungsleiter Wirtschaft und Ministerialdirektor im Bundeskanzleramt unter Bundeskanzler Willy Brandt wechselte er 1973 nach Bonn. Von 1974 bis 1977 übernahm Lahnstein die Leitung der Abteilung Grundsatzfragen im Bundesministerium der Finanzen unter Hans Apel.
Im Mai 1977 wurde er zum Staatssekretär für Geld, Kredit, Internationale Finanzen und Europa im Bundesministerium der Finanzen und nach der Bundestagswahl 1980 am 1. Dezember 1980 zum Chef des Bundeskanzleramts unter Bundeskanzler Helmut Schmidt ernannt. Zugleich war er Beauftragter für die Nachrichtendienste des Bundes.
Am 28. April 1982 wurde er im Rahmen einer Kabinettsumbildung zum Bundesminister der Finanzen in der von Bundeskanzler Helmut Schmidt geführten Bundesregierung ernannt (und damit Nachfolger von Hans Matthöfer). Nach dem Bruch der sozialliberalen Koalition leitete er zusätzlich ab dem 17. September 1982 das Bundesministerium für Wirtschaft. Nach der Wahl von Helmut Kohl zum Bundeskanzler (Misstrauensvotum) schied Lahnstein am 4. Oktober 1982 aus der Bundesregierung aus.
Lahnstein war vom Beginn der 10. Wahlperiode bis zu seiner Mandatsniederlegung am 31. August 1983 kurzzeitig Mitglied des Deutschen Bundestages. Er ist über die Landesliste Nordrhein-Westfalen in den Bundestag eingezogen.
1983 wurde Lahnstein von der Bertelsmann AG in Gütersloh aus dem Bundestag abgeworben. Bei Bertelsmann war er zunächst im Vorstand verantwortlich für den Bereich Elektronische Medien (RTL-Gruppe) und wechselte 1994 als Mitglied in den Aufsichtsrat. Als Vorstand wurde Lahnstein abberufen, weil er als für elektronische Medien zuständiger Bertelsmann-Vorstand und Vorsitzender des Vox-Beirates als hauptverantwortlich für das Scheitern des ambitioniert gestarteten TV-Senders Vox galt. Von 1998 bis 2004 war er für den Bertelsmann-Konzern als Sonderbeauftragter des Vorstandes tätig.
Von 1986 bis 2015 lehrte er als Professor für Wirtschaftswissenschaften am Institut für Kultur- und Medienmanagement der Hochschule für Musik und Theater Hamburg.
Seit 1994 leitet er von Hamburg aus die Unternehmensberatung Lahnstein & Partner, International Consultants.
Zwischen 2009 und 2014 wurde er in den Aufsichtsrat der in London ansässigen Investmentgesellschaft RiverRock European Capital Partners LLP berufen.
Lahnstein ist Berater des saudischen Mischkonzerns Olayan Group und der Investmentbank Rothschild.

## Gesellschaftliche Aktivitäten
Seit 1967 Mitglied der Deutsch-Israelischen Gesellschaft. Dort übernahm er Anfang der 1990er Jahre das Amt des Schatzmeisters. Von 1994 bis 2006 war er deren Präsident.
Von 1993 bis 2005 war Lahnstein Mitglied der Trilateralen Kommission.
Von 1996 bis Ende 2019 war er Vorsitzender des Kuratoriums der Zeit-Stiftung. Er engagiert sich für die Hamburgische Staatsoper, das Thalia Theater, die Hochschule für Musik und Theater Hamburg, die Bucerius Law School und insbesondere die Autorentheatertage, einem Theaterfestival im Norden Deutschlands.
Lahnstein gehörte der Freitagsgesellschaft Helmut Schmidts an.
Ab 2001 war Lahnstein als erster Deutscher und Nicht-Jude Vorsitzender im Aufsichtsrat der Universität Haifa („Chairman of the Board of Governors“), dessen „Governor“ er bereits seit 1996 war, seitdem ist er Ehrenmitglied auf Lebenszeit.
Er ist Kuratoriumsmitglied des Forum Tiberius und gehört zu den Unterstützern der Charta der Digitalen Grundrechte der Europäischen Union, die Ende November 2016 veröffentlicht wurde.

## Politische Positionen
Im Jahr 2011 erklärte Lahnstein, er verstehe sich als „liberaler Sozialdemokrat“ und kritisierte das Hamburger Programm der SPD als Ausdruck eines verengten Freiheitsverständnisses, als populistisch und als „gefährliche[n] Ausfluss eines […] dumpfen Harmoniebedürfnisses“. Für die Zukunft sieht er den Hauptgegner der SPD in der Partei der Grünen.

## Familie
Manfred Lahnstein ist verheiratet mit Sonja Lahnstein-Kandel. Sie leben in Hamburg und haben eine gemeinsame Tochter und einen Sohn aus Lahnsteins erster Ehe, den Finanzmanager Florian Lahnstein. Seine Nichte ist die Schauspielerin Miriam Lahnstein.

## Ehrungen und Auszeichnungen
- Bundesverdienstkreuz I. Klasse (2001)
- Moses Mendelssohn Medaille 2006 des Moses Mendelssohn Zentrums für europäisch-jüdische Studien[10]
- Ehrendoktorwürde der Universität Haifa (2007)
- „Manfred Lahnstein-Stipendium“ an der Universität Haifa (2007)[11]
- Große Bundesverdienstkreuz des Verdienstordens der Bundesrepublik Deutschland (2007)[12]
- Ehrendoktorwürde der Universität Hamburg (2008)

## Schriften
- Konjunktursteuerung – eine Illusion?,  Gabler Verlag 1980
- Die Feuerwehr als Brandstifter, Droemer Knaur 2002
- Mut zum Risiko, Gabler Verlag 2002
- Massel und Chuzpe, Hoffmann & Campe 2004
- Die gefesselte Kanzlerin, Lübbe, 2006
- Die offene Wunde, Lübbe Bastei, 2007
- Die asiatische Herausforderung. Hoffmann und Campe, Hamburg 2012, ISBN 978-3-455-50269-5.
- als Herausgeber: Der Freiheit eine Rettungsgasse! Nomos, Baden-Baden 2020, ISBN 978-3-8487-8041-9.

## Belege
1. ↑  Vize-Bürgermeisterin ist ein Meisje – Auch die Rheinische Post stellt Sabine Lahnstein vor › SPD Erkrath. 21. Juli 2014, abgerufen am 30. März 2022 (deutsch).
2. ↑  Manfred P. Lahnstein. Abgerufen am 30. März 2022 (englisch).
3. ↑  Manfred Lahnstein: Vom Hilfskassierer im SPD-Ortsverein Erkrath zum Bundesfinanzminister. (pdf) SPD-Kreisverband Mettmann, 30. März 2022, archiviert vom Original; abgerufen am 15. September 2023.
4. ↑  Zur Person. Manfred Lahnstein. 1. März 2001, abgerufen am 15. September 2023.
5. ↑  Manfred Lahnstein verlässt nach knapp 30 Jahren die HfMT, kmm.hfmt-hamburg.de, 20. Juni 2015, abgerufen am 10. Dezember 2021
6. ↑  Manfred Lahnstein übergibt Kuratoriumsvorsitz der ZEIT-Stiftung an Burkhard Schwenker, www.zeit-stiftung.de, abgerufen am 10. Dezember 2021
7. ↑  Objekt der Woche: Die Freitagsgesellschaft. In: helmut-schmidt.de. 23. November 2018, abgerufen am 5. Februar 2023.
8. ↑  „Wir müssen uns mit unseren Vorurteilen auseinandersetzen“. Abgerufen am 30. Mai 2022.
9. ↑  Auftaktveranstaltung: Herausforderungen sozialliberaler Politik mit Prof. Dr. h.c. Manfred Lahnstein in der Bucerius Law School am 23. Juni 2011. Archiviert vom Original; abgerufen am 15. September 2023.
10. ↑  Moses Mendelssohn Medaille geht an Manfred Lahnstein. (Memento vom 1. März 2010 im Internet Archive) Deutsch-Israelische Gesellschaft e. V. (DIG), 31. Oktober 2006.
11. ↑  Zeit-Stiftung: Ehre, wem Ehre gebührt. (Seite nicht mehr abrufbar. Suche in Webarchiven) (PDF), 31. Mai 2007.
12. ↑  Bundespräsidialamt: Ordensverleihungen zum Tag der Deutschen Einheit. (Memento vom 7. Oktober 2007 im Internet Archive) 4. Oktober 2007.

| Personendaten    | Personendaten                  |
| ---------------- | ------------------------------ |
| NAME             | Lahnstein, Manfred             |
| ALTERNATIVNAMEN  | Lahnstein, Manfred Paul        |
| KURZBESCHREIBUNG | deutscher Politiker (SPD), MdB |
| GEBURTSDATUM     | 20. Dezember 1937              |
| GEBURTSORT       | Erkrath, Rheinland             |